# DJ Cam
Laurent Daumail, dit DJ Cam, est un disc jockey et producteur de hip-hop et de house français.
Les influences de DJ Cam varient du jazz au gangsta rap, en passant par la variété française (il a notamment collaboré avec Anggun, Carole Laure ou Jean-Louis Murat)[réf. nécessaire]. Il est, selon la presse spécialisée[Qui ?], l'un des pionniers du genre abstract hip-hop.

## Biographie
Laurent Daumail est né en 1973 et est originaire de Paris. Il apprend jeune le piano entre 8 et 12 ans. Son père, restaurateur et amateur de jazz, lui donne le goût de cette musique. Durant son adolescence, il achète une batterie électronique et une basse, puis vend le tout afin d'acquérir des platines. Il cite des groupes de hip-hop américains comme Eric B & Rakim et Public Enemy, comme ses plus grandes inspirations. Il grandit également aux côtés de ses contemporains comme les Daft Punk et Bob Sinclar.
Concernant ses débuts dans la musique, DJ Cam explique : « Je faisais de la musique, notamment de la trompette, et l’apprentissage était assez compliqué. Du coup dans la fin des années '80 /[Quoi ?] début des années '90 le DJing est apparu, et j’ai trouvé ça vachement bien. Je me suis dit que j’allais me lancer dans le scratch car c’était assez nouveau. Au bout d’un moment tu joues et tu achètes de plus en plus de disques, ça m’a donné pleins d’idées pour la suite. » Il commence initialement sa carrière professionnelle dans un style appelé abstract hip-hop.
En 1993, DJ Cam fonde le label discographique Street Jazz, et y publie un premier EP intitulé Dieu reconnaîtra les siens, dans lequel il amène pour la première fois le terme d'« abstract hip-hop ». DJ Cam publie, deux ans plus tard en 1995, son premier album studio intitulé Underground Vibes, qu'il produit en mars, et publie à son propre label Inflamable Records. Il compte à cette période 15 000 exemplaires vendus à travers le monde, « ce qui constitue un succès pour ce type de production. » En 1997, il est invité à participer à l'album du disc jockey japonais DJ Krush du label Mo'wax, et à remixer les titres des anglais de Tek 9. La même année, DJ Cam participe à la série de compilations DJ-Kicks. Toujours la même année, en avril, DJ Cam publie son album The Beat Assassinated au label Inflamable Records, qui fait participer le groupe Silver Bullet, Channel Live, Otis, et Dadou du groupe toulousain KDD.
En février 2004, il publie un nouvel album, Liquid Hip Hop, qui « montre la continuité et la consistance de son travail sur la matière hip-hop/jazz. » Il contient notamment le remix de la chanson Love Junkee du rappeur Jay Dee. Pendant la période de 2008 et 2009, DJ Cam publie trois nouveaux albums dans le cadre du DJ Cam Quartet avec les membres suivants : Alexandre Tassel, Christian Brun, Jerome Regard, et Eric Legnini. En 2011, il publie son album Seven, qui « aborde ses obsessions récurrentes (le cinéma, les appariements inattendus, ici entre pop et folk) par la phase la plus intime de son inspiration », selon Les Inrocks.
En mai 2015, DJ Cam publie un nouvel album, Miami Vice, inspiré de la série télévisée homonyme.

## Influences
DJ Cam cite des groupes de hip-hop américains comme Eric B & Rakim et Public Enemy, comme ses plus grandes inspirations. Lors d'un entretien avec Qualidistrict, il cite également les chansons qui l'ont le plus marqué, incluant : Don’t Believe the Hype de Public Enemy, Sound of da Police de KRS-One, How I Could Just Kill a Man de Cypress Hill, Bonita Applebum de A Tribe Called Quest, Full Clip de Gangstarr, Jump Around de House of Pain et Hustlin de Rick Ross. En matière de culture, DJ Cam cite Miami comme son « énorme » inspiration.

## Discographie

### Albums studio
- 1995 : Underground Vibes
- 1996 : Substances
- 1996 : Abstract Manifesto
- 1998 : The Beat Assassinated
- 2000 : Loa Project Volume 2
- 2002 : Soulshine
- 2004 : Liquid Hip Hop
- 2008 : Rebirth of Cool
- 2009 : Love - EP
- 2009 : Stay
- 2011 : Seven
- 2015 : Miami Vice
- 2016 : The Soulshine Session
- 2016 : Beats (avec Moar)
- 2017 : Thug Love
- 2019 : 90s
- 2021 : Lost Found 2
- 2023 : Westside Gun Soul

### Albums live
- 1996 : Underground Live

### Albums de remixes
- 2006 : Revisited By

### Compilations
- 1996 : Mad Blunted Jazz
- 1997 : DJ-Kicks
- 2000 : The French Connection
- 2001 : Honeymoon
- 2005 : My Playlist
- 2006 : Best of DJ CAM
- 2007 : Lost and Found

### Clips
- Un été à Paris (2003), feat. Anggun, réalisé par John Gabriel Biggs
- Swim (2011), réalisé par Sonia Sieff avec l'actrice Marine Vacth dans le rôle principal